# Salah Assad
Salah Assad (en árabe: صالح عصاد‎; Larbaâ Nath Irathen, Argelia; 10 de junio de 1958) es un exfutbolista y entrenador argelino que jugó en la posición de delantero.

## Carrera

### Club
Inició su carrera profesional en 1975 con el RC Kouba, equipo con el que jugó siete años y sería campeón nacional en 1981, para que en 1982 pasara a jugar al FC Mulhouse anotando 13 goles en 26 partidos. Al año siguiente sería cedido a préstamo al PSG FC donde anotó un gol en 11 partidos y retornaría al FC Mulhouse en el que anotaría 15 goles en 55 partidos para regresar en 1986 al RC Kouba por tres temporadas.
En 1989 pasaría al JSM Chéraga, equipo con el cual inició su carrera a nivel menor, para retirarse al finalizar la temporada.

## Selección nacional
Jugó para Argelia de 1977 a 1989 anotando 15 goles en 68 partidos, formó parte de los equipos que jugaron los mundiales de España 1982 y México 1986, los Juegos Olímpicos de Moscú 1980, los Juegos Mediterráneos de 1979 en que gannó medalla de bronce, los Juegos Panafricanos de 1978 donde ganó la medalla de oro y el subcampeonato de la Copa Africana de Naciones 1980.
Actualmente posee el récord de goles con Argelia en la copa Mundial de Fútbol junto a Islam Slimani con dos goles.

## Logros

### Club
- Algerian League (1): 1981

### Selección nacional
- Medalla de oro en los Juegos Panafricanos de 1978 en Algiers
- Medalla de bronce en los Juegos del Mediterráneo en Split
- Finalista de la Copa Africana de Naciones 1980 en Nigeria

### Individual
- Equipo ideal de la Copa Africana de Naciones en 1980 y 1982
- Mejor delantero izquierdo en España 1982[3]
- Segundo mejor futbolista africano del año en 1982[4]